# Јужноафричка Унија
Јужноафричка Унија (скраћено ЈАУ; енгл. Union of South Africa, хол. Unie van Zuid-Afrika, афр. Unie van Suid-Afrika) је била претходник данашње Јужноафричке Републике. Настала је 31. маја 1910. уједињењем претходно независних колонија: Рт добре наде, Натал, Трансвал и Орање. Након Првог светског рата, Друштво народа је доделило Јужноафричкој Унији управљање над немачком колонијом Југозападна Африка (данашња Намибија). Југозападна Африка је углавном третирана као још једна покрајина Уније.
Унија је основана као доминион, затим као једно од краљевстава Комонвелта. Савет безбедности УН је осудио је политику апартхејда и крваво гушење црначких протеста, а 1. априла 1960. и увело санкције против Јужноафричке Уније, којој је забрањено куповање оружја, искључена је из међународних организација и забрањено јој је учествовање на културним и спортским приредбама. Због подршке Велике Британије санкцијама ЈАУ, она је 31. маја прогласила републику и иступила из Комонвелта, па је од тада позната као Јужноафричка Република.